# Kopparhuvud
Kopparhuvud (Agkistrodon contortrix) är en giftorm i familjen huggormar som finns i Nordamerika. Fem underarter finns beskrivna, där Agkistrodon contortrix contorix utgör holotyp. 

## Kännetecken
Vuxna exemplar av arten blir vanligtvis mellan 50 och 95 centimeter långa, men vissa kan bli upp till 1 meter. Tvärtom vad som är vanligt bland ormar, så blir hanarna oftast större än honorna. Det största rapporterade exemplar är ett av underarten Agkistrodon contorix mokasen på 134,60 centimeter. För A. contorix contorix är det största rapporterade exemplaret 132,10 centimeter. Kroppen är relativt kraftig, och huvudet brett och väl avsatt. Färgmönster och teckning varierar något mellan de olika underarterna, men består av en blekt brun till rödbrun grundfärg – som blir mörkare mot mitten av ormens rygglinje – och tvärgående band eller fläckar. Dessa är ofta ljusa i mitten och mörka mot kanterna.

## Utbredning
Kopparhuvud finns i USA i delstaterna Alabama, Arkansas, Connecticut, Delaware, Florida, Georgia, Illinois, Indiana, Iowa, Kansas, Kentucky, Louisiana, Maryland, Massachusetts, Missouri, Mississippi, New Jersey, New York, North Carolina, Ohio, Oklahoma, Pennsylvania, South Carolina, Tennessee, Texas, Virginia och West Virginia. Den förekommer också i Mexiko, i delstaterna Chihuahua och Coahuila.

### Habitat
Inom sitt utbredningsområde lever arten i en mängd olika habitat, men föredrar lövskogsmarker, gärna uppblandade med ängar. Arten kan emellertid också hittas i mer klippiga områden och i närheten av våtmarker. I Mexico finner man den ofta i närheten av floder eller torrlagda flodfåror, som temporärt fylls med vatten vid regn.

### Status
Enligt Internationella naturvårdsunionen (IUCN) är arten inte hotad, och populationstrenden anses vara stabil.

## Levnadssätt

### Föda
Arten är ett rovdjur som jagar genom att lägga sig i bakhåll och vänta på att ett lämpligt byte skall komma förbi. Uppskattningsvis består dess diet av upp till 90 procent av små gnagare, såsom möss och sorkar, men de äter också stora insekter och herptiler, till exempel cikador och grodor. 

### Fortplantning
Kopparhuvud fortplantar sig sent på sommaren. Honorna föder levande ungar, som vid födseln är ungefär 20 centimeter långa. En kull består vanligtvis av fyra till sju små ormar, men kullstorleken kan i sällsynta fall variera från en enda unge, upp till tjugo stycken. Ungarna liknar de vuxna ormarna, men är ljusare i färgerna och har gulmarkerad svanstipp. De flesta honor föder inte ungar varje år.

## Förhållande till människor
Likt de flesta huggormar föredrar kopparhuvud att i görligaste mån undvika nära kontakt med människor. Arten är heller inte särskilt aggressiv, och om den påträffas och har möjlighet lämnar den ofta platsen utan att bitas. Dess effektiva kamouflage gör den svår att upptäcka, och artens vana att "frysa" inför ett hot istället för att skyndsamt ringla iväg försvårar upptäckt ytterligare. Detta har lett till att många bett uppstår i samband med att människor trampat på eller nära ormen, utan att först ha observerat den. Bland döda löv eller mot rödaktig lera är kopparhuvud särskilt svår att upptäcka, och den håller sig stilla även om man kommer mycket nära – dock biter den oftast bara om annan fysisk kontakt först uppstår.
Ormen är giftig, men eftersom ormen sällan är aggressiv är betten oftast bara att se som en sorts varningar, varför mängden insprutat gift är liten, och betten sällan dödliga.